# Medal Gwiazdy Strzelców
Medal Gwiazdy Strzelców (lit. Šaulių žvaigždės medalis) – jedno z litewskich odznaczeń państwowych ustanowione w 1939 w celu nagradzania obywateli za zasługi dla Związku Strzelców Litewskich i jego wyróżniających się członków.

## Historia
Medal Gwiazdy Strzelców został ustanowiony w 1939 w XX rocznicę powstania Związku Strzelców, jako wyróżnienie dla członków niższego szczebla. Zaprojektował go artysta Petras Rimša. Wydano wówczas 2 083 medali. Odznaczenie zostało zlikwidowane po zajęciu Litwy przez ZSRR. Po odzyskaniu niepodległości przez Litwę w 1991 odznaczenie zostało odnowione, a od 2003 jest przyznawane przez litewskiego ministra obrony narodowej jako odznaczenie resortowe. W latach międzywojennych odznaczenie otrzymały 2083 osoby. 
Obecnie medal jest przyznawany jako nagroda dla wyróżniających się Strzelców i innych osób zasłużonych dla Związku Strzelców. Nadawane jest za uczciwość, pilność i oddanie w pracach Związku.

## Opis odznaki
Odznaką Medalu Gwiazdy Strzelców jest okrągły brązowy medal o średnicy 34 mm. Na awersie znajduje się otoczona wieńcem dębowym, na tle dwu skrzyżowanych strzelb, tarcza herbowa z podwójnym krzyżem Jagiellonów, ponad którą widnieje odznaka Gwiazdy Strzelców. Na rewersie ukazany jest typowy krajobraz wsi litewskiej z chatami i drzewami, ponad którym widać promienie wschodzącego słońca. Całość otoczona wieńcem laurowym, zamkniętym na górze wstążką z napisem „1919-1939”. Pośrodku medalu, na tle promieni słonecznych widnieje napis: DIRBK IR BUDĖK/LIETUVOS GARBEI (Pracuj i czuwaj dla honoru Litwy). Medal zawieszany jest na klamrze umocowanej na wstążce z zielonej mory z dwoma białymi paskami wzdłuż obu brzegów wstążki. Szerokość wstążki 30 mm.